# Laurence Olivier Award for Best New Dance Production
Der Laurence Olivier Award for Best New Dance Production (deutsch: Laurence Olivier Auszeichnung für die beste neue Tanzproduktion) ist ein britischer Theater- und Musicalpreis, der erstmals 1983 vergeben wurde.

## Geschichte und Hintergrund
Die Laurence Olivier Awards werden seit 1976 jährlich in zahlreichen Kategorien von der Society of London Theatre vergeben. Sie gelten als höchste Auszeichnung im britischen Theater und sind vergleichbar mit den Tony Awards am amerikanischen Broadway. Ausgezeichnet werden herausragende Darsteller und Produktionen einer Theatersaison, die im Londoner West End zu sehen waren. Die Nominierten und Gewinner der Laurence Olivier Awards „werden jedes Jahr von einer Gruppe angesehener Theaterfachleute, Theaterkoryphäen und Mitgliedern des Publikums ausgewählt, die wegen ihrer Leidenschaft für das Londoner Theater“ bekannt sind. Eine der Preiskategorien ist der Laurence Olivier Award for Best New Dance Production. Der Preis wurde von 1983 bis 1985 unter der Bezeichnung Outstanding New Dance Production of the Year vergeben, von 1986 bis 1992 nicht verliehen, und hat seit 1993 den jetzigen Namen.

## Gewinner und Nominierte
Die Übersicht der Gewinner und Nominierten listet pro Jahr die nominierten Tanzproduktionen und Ballettkompagnien. Der Gewinner eines Jahres ist grau unterlegt und fett angezeigt.

### 1983–1985
| Jahr              | Produktion                  | Ballettkompanie |
| ----------------- | --------------------------- | --------------- |
| 1983              |                             |                 |
| Requiem           | The Royal Ballet            |                 |
| Glass Pieces      | New York City Ballet        |                 |
| The Nightingale   | The Royal Opera             |                 |
| Nijinsky the Fool | Lindsay Kemp                |                 |
| 1984              |                             |                 |
| Giselle           | Dance Theatre of Harlem     |                 |
| Consort Lessons   | The Royal Ballet            |                 |
| Intimate Pages    | Ballet Rambert              |                 |
| Metamorphosis     | Sadler’s Wells Royal Ballet |                 |
| 1985              |                             |                 |
| Pictures          | Merce Cunningham            |                 |
| Romeo and Juliet  | London Festival Ballet      |                 |
| The Sons of Horus | The Royal Ballet            |                 |
| The Wand of Youth | Sadler’s Wells Royal Ballet |                 |

### 1993–1999
| Jahr                                                  | Produktion                                                                           | Ballettkompanie |
| ----------------------------------------------------- | ------------------------------------------------------------------------------------ | --------------- |
| 1993                                                  |                                                                                      |                 |
| The Judas Tree                                        | The Royal Ballet                                                                     |                 |
| Catalyst                                              | The Australian Ballet                                                                |                 |
| Les Patineurs, The Witch Boy und Donizetti Variations | London City Ballet                                                                   |                 |
| Winnsboro Cotton Mill Blues                           | Rambert Dance Company                                                                |                 |
| 1994                                                  |                                                                                      |                 |
| Choreartium                                           | Birmingham Royal Ballet                                                              |                 |
| Herman Schmerman                                      | The Royal Ballet                                                                     |                 |
| Nutcracker!                                           | Adventures in Motion Pictures                                                        |                 |
| Romeo and Juliet                                      | Birmingham Royal Ballet                                                              |                 |
| 1995                                                  |                                                                                      |                 |
| Fearful Symmetries                                    | The Royal Ballet                                                                     |                 |
| Hommage Aux Ballet Russes                             | Le Ballet Preljocaj                                                                  |                 |
| The Nutcracker                                        | Birmingham Royal Ballet                                                              |                 |
| Suenos Flamencos                                      | Ballet Cristina Hoyos                                                                |                 |
| 1996                                                  |                                                                                      |                 |
| Swan Lake                                             | Adventures in Motion Pictures                                                        |                 |
| Saints and Shadows                                    | Arc Dance Company                                                                    |                 |
| SH-BOOM                                               | 10 Dancers Ensemble                                                                  |                 |
| Who Cares?                                            | Les Ballets de Monte Carlo                                                           |                 |
| 1997                                                  |                                                                                      |                 |
| Cinderella                                            | English National Ballet                                                              |                 |
| Alice in Wonderland                                   | English National Ballet                                                              |                 |
| Carmina Burana                                        | Birmingham Royal Ballet                                                              |                 |
| 1998                                                  |                                                                                      |                 |
| L’Allegro, il Penseroso ed il Moderato                | Mark Morris Dance Group, English National Opera in Zusammenarbeit mit Dance Umbrella |                 |
| The Nutcracker Sweeties                               | Birmingham Royal Ballet                                                              |                 |
| Swan Lake                                             | English National Ballet                                                              |                 |
| 1999                                                  |                                                                                      |                 |
| Enemy in the Figure                                   | Ballett Frankfurt                                                                    |                 |
| The Man with a Moustache and Room of Cooks            | City of London Ballet und The Royal Ballet                                           |                 |
| We Set Out Early...Visibility was Poor                | Bill T. Jones/Arnie Zane Dance Company                                               |                 |

### 2000–2009
| Jahr                               | Produktion                                                   | Ballettkompanie                   |
| 2000                               |                                                              |                                   |
| ---------------------------------- | ------------------------------------------------------------ | --------------------------------- |
| 2000                               | Symphony of Psalms                                           | Nederlands Dans Theater I         |
| 2000                               | Sandpiper Ballet                                             | San Francisco Ballet              |
| 2000                               | The Cage                                                     | San Francisco Ballet              |
| 2000                               | Viktor                                                       | Pina Bausch Tanztheater Wuppertal |
| 2001                               |                                                              |                                   |
| Le Jardin Io Io Ito Ito            | Compagnie Montalvo-Hervieu                                   |                                   |
| Indigo Rose                        | NDT II                                                       |                                   |
| Mellantid                          | NDT II                                                       |                                   |
| Mozartina                          | Zurich Ballet                                                |                                   |
| 2002                               |                                                              |                                   |
| Hibiki                             | Sankai Juku                                                  |                                   |
| Eidos: Telos                       | Ballett Frankfurt                                            |                                   |
| Live                               | Dutch National Ballet                                        |                                   |
| Onegin                             | The Royal Ballet                                             |                                   |
| 2003                               |                                                              |                                   |
| Polyphonia                         | Danses Concertantes                                          |                                   |
| Rain                               | Rosas                                                        |                                   |
| Rome and Jewels                    | Rennie Harris Puremovement                                   |                                   |
| Tryst                              | The Royal Ballet                                             |                                   |
| 2004                               |                                                              |                                   |
| Broken Fall                        | George Piper Dances in Zusammenarbeit mit The Royal Opera    |                                   |
| Dream Play                         | Nederlands Dans Theater II                                   |                                   |
| Mesmerics                          | George Piper Dances                                          |                                   |
| Promethean Fire                    | Paul Taylor Dance Company                                    |                                   |
| 2005                               |                                                              |                                   |
| Swamp                              | Rambert Dance Company                                        |                                   |
| A Midsummer Night’s Dream          | Northern Ballet Theatre                                      |                                   |
| Milagros                           | Royal New Zealand Ballet                                     |                                   |
| Romeo and Juliet                   | Royal New Zealand Ballet                                     |                                   |
| 2006                               |                                                              |                                   |
| PUSH                               | Sylvie Guillem und Russell Maliphant                         |                                   |
| Constant Speed                     | Rambert Dance Company                                        |                                   |
| Giselle                            | Fabulous Beast Dance Theatre                                 |                                   |
| Zero Degrees                       | Akram Khan/Sidi Larbi Cherkaoui/Antony Gormley/Nitin Sawhney |                                   |
| 2007                               |                                                              |                                   |
| Chroma                             | The Royal Ballet                                             |                                   |
| The Sleeping Beauty                | The Royal Ballet                                             |                                   |
| Fuji Musume and Kasane             | Kabuki                                                       |                                   |
| DGV: Danse à Grande Vitesse        | The Royal Ballet                                             |                                   |
| 2008                               |                                                              |                                   |
| Jewels                             | The Royal Ballet                                             |                                   |
| The Bull                           | Fabulous Beast Dance Theatre                                 |                                   |
| Mozart Dances                      | Mark Morris Dance Group                                      |                                   |
| The Three Musketeers               | Northern Ballet Theatre                                      |                                   |
| 2009                               |                                                              |                                   |
| Café Müller und The Rite of Spring | Tanztheater Wuppertal Pina Bausch                            |                                   |
| Impressing the Czar                | Royal Ballet of Flanders                                     |                                   |
| Infra                              | The Royal Ballet                                             |                                   |
| To Be Straight with You            | DV8 Physical Theatre                                         |                                   |

### 2010–2019
| Jahr                                         | Produktion                                         | Ballettkompanie              |
| 2010                                         |                                                    |                              |
| -------------------------------------------- | -------------------------------------------------- | ---------------------------- |
| 2010                                         | Goldberg                                           | The Brandstrup/Rojo Project  |
| 2010                                         | Afterlight                                         | Russell Maliphant            |
| 2010                                         | E=MC²                                              | Birmingham Royal Ballet      |
| 2010                                         | A Linha Curva                                      | Rambert Dance Company        |
| 2010                                         | The Rite of Spring                                 | Fabulous Beast Dance Theatre |
| 2011                                         |                                                    |                              |
| Babel (Words)                                | Sidi Larbi Cherkaoui und Damien Jalet              |                              |
| Mambo 3XX1                                   | Danza Contemporanea de Cuba                        |                              |
| Cinderella                                   | New Adventures                                     |                              |
| 2012                                         |                                                    |                              |
| DESH                                         | Akram Khan Company                                 |                              |
| Gardenia                                     | Les Ballets C de la B                              |                              |
| The Metamorphosis                            | Arthur Pita                                        |                              |
| Some Like It Hip Hop                         | ZooNation                                          |                              |
| 2013                                         |                                                    |                              |
| Aeternum                                     | The Royal Ballet                                   |                              |
| Cacti                                        | Nederlands Dans Theater II                         |                              |
| A Streetcar Named Desire                     | Scottish Ballet                                    |                              |
| 2014                                         |                                                    |                              |
| Puz/zle                                      | Eastman - Sidi Larbi Cherkaoui und Sadler’s Wells  |                              |
| Barbican Britten: Phaedra                    | Richard Alston Dance Company and Britten Sinfonia  |                              |
| What’s Become of You? (Questcequetudeviens?) | Aurélien Bory und Stéphanie Fuster                 |                              |
| 2015                                         |                                                    |                              |
| 32 rue Vandenbranden                         | Peeping Tom                                        |                              |
| Juliet and Romeo                             | Royal Swedish Ballet                               |                              |
| Tabac Rouge                                  | La Compagnie du Hanneton/James Thierrée            |                              |
| 2016                                         |                                                    |                              |
| Woolf Works                                  | Wayne McGregor für The Royal Ballet                |                              |
| He Who Falls (Celui Qui Tombe)               | Compagnie Yoann Bourgeois                          |                              |
| Roméo et Juliette                            | Les Ballets de Monte Carlo                         |                              |
| 2017                                         |                                                    |                              |
| Betroffenheit                                | Crystal Pite und Jonathon Young für Sadler’s Wells |                              |
| Blak Whyte Gray                              | Boy Blue Entertainment                             |                              |
| Giselle                                      | Akram Khan und English National Ballet             |                              |
| My Mother, My Dog, and CLOWNS!               | Michael Clark                                      |                              |
| 2018                                         |                                                    |                              |
| Flight Pattern                               | Crystal Pite                                       |                              |
| Goat                                         | Ben Duke für Rambert Dance Company                 |                              |
| Grand Finale                                 | Hofesh Shechter                                    |                              |
| Trees Of Codes                               | Wayne McGregor und das Paris Opera Ballet          |                              |
| 2019                                         |                                                    |                              |
| Blkdog                                       | Botis Seva                                         |                              |
| 16 + A Room/Solo Echo/Bill                   | Ballet British Columbia                            |                              |
| Playlist (Track 1, 2)                        | William Forsythe                                   |                              |
| The Unknown Soldier                          | Alastair Marriott                                  |                              |

### Seit 2020
| Jahr                                                            | Produktion              | Ballettkompanie                                          |
| 2020                                                            |                         |                                                          |
| --------------------------------------------------------------- | ----------------------- | -------------------------------------------------------- |
| 2020                                                            | Ingoma                  | Mthuthuzeli November für das Cassa Pancho’s Ballet Black |
| 2020                                                            | La Fiesta               | Israel Galván                                            |
| 2020                                                            | Mám                     | Michael Keegan-Dolan für Teaċ Daṁsa                      |
| 2020                                                            | Vessel                  | Damien Jalet und Kohei Nawa                              |
| 2021/2022                                                       |                         |                                                          |
| Revisor von Crystal Pite und Jonathon Young                     | Kidd Pivot              |                                                          |
| Draw from Within von Wim Vandekeybus                            | Rambert Dance Company   |                                                          |
| Transverse Orientation von Dimitris Papaioannou                 | Dance Umbrella          |                                                          |
| 2023                                                            |                         |                                                          |
| Traplord                                                        | Ivan Michael Blackstock |                                                          |
| Light of Passage                                                | Crystal Pite            |                                                          |
| Pasionaria                                                      | La Veronal              |                                                          |
| Triptych (The Missing Door, The Lost Room und The Hidden Floor) | Peeping Tom             |                                                          |
| 2024                                                            |                         |                                                          |
| La Ruta von Gabriela Carrizo                                    | Nederlands Dans Theater |                                                          |
| Broken Chord von Gregory Maqoma und Thuthuka Sibisi             |                         |                                                          |
| The Rite of Spring von Seeta Patel                              |                         |                                                          |
| Time Spell von Michelle Dorrance, Jillian Meyers und Tiler Peck |                         |                                                          |